# 아프가니스탄의 최고지도자
아프가니스탄의 최고지도자(파슈토어: د افغانستان مشر, 로마자 표기: Də Afġānistān Damshīr)는 공식적으로는 아프가니스탄 이슬람 토후국의 최고지도자이다. 종교적 칭호인 아미르 알 무미닌(Amir al-Mu'minin, '신앙의 사령관'을 으미)은 아프가니스탄의 절대 통치자, 국가 원수, 국가 종교 지도자이자 탈레반의 지도자이다. 최고지도자는 무한한 권한을 행사하며 모든 법의 궁극적인 원천이다.
최고지도자 모하마드 오마르는 1996년부터 2001년까지 아프가니스탄을 통치한 뒤 미국에 의해 정부가 전복되어 강제로 망명했다. 현재 최고지도자는 하이바툴라 아훈드자다(Hibatullah Akhundzada)로, 2016년 5월 25일 탈레반 반군 기간 중 지도위원회에 의해 선출되어 망명 중이며, 2001-2021년 전쟁에서 미국 지원군에 대한 탈레반의 승리로 2021년 8월 15일 권력을 잡았다. 집권한 이후 아쿤자다(Akhundzada)는 하나피(Hanafi) 샤리아 법학파에 대한 엄격한 해석을 시행함으로써 아프가니스탄의 정부와 일상생활을 근본적으로 재편하는 수많은 법령을 발표했다.
최고지도자는 국무총리와 내각 성원, 판사, 도·지방 지도자들의 활동을 임명하고 관리한다.

## 같이 보기
- 아프가니스탄의 역사
- 아프가니스탄의 대통령
- 라흐바르
- 조선민주주의인민공화국의 최고령도자